# 新省币
新省币或新疆省币，即新疆商业银行纸币和新疆省银行纸币（简称新币或省币），是民国二十八年（1939年）2月到民国三十八年（1949年）6月新疆商业银行及其改名后新疆省银行发行的纸币。虽为商业银行发行，但新省币为官方银行券，在新疆全省流通。
新省币因新疆省票等在新疆流通的货币陷入恶性通膨而发行，以元、角、分为单位替换以两、钱、分为单位的天罡制货币。流通十余年，经历了币值稳定的前期，通货膨胀的中期，恶意贬值的末期；比值从1圆新省币抵1圆银圆贬值至6000亿圆新省币抵1圆银圆。新省币自发行到收兑累计发行超过6.57亿亿圆。其中包括中国历史上面值最大的纸币——60亿圆新省币。

## 发行历史

### 发行背景
盛世才主政新疆初期，所面临的是因长年战乱而民生凋敝的新疆。因消灭马仲英的势力，新疆省政府花费大量财政在维持军队和行政开支之上。到1935年，甚至出现所流通的新疆省票面值不及工料费用的情况。市场上开始以物易物，商人开始囤积货物，社会经济、商贸流通趋于停滞。到1938年，五百两新疆省票仅能购买一颗鸡蛋，购买衣料甚至需要马车拉现金。中国抗日战争爆发后，盛世才提出反帝亲苏的六大政策，开始进行恢复建设工作。
应盛世才邀请，中国共产党派干部协助其工作。1938年2月，毛泽民前往苏联看病的路上，应邀留在新疆，化名周彬，任新疆省财政厅代厅长。为让新疆走出财政困境，毛泽民于1939年1月，将原官办的新疆省银行改组为官商合办的新疆商业银行。并于2月实施新疆币制改革。

### 前期良好
货币改革前夕，新疆省财政厅代厅长毛泽民利用新疆第三次代表大会，将库存金、银展示给各地代表，以提高即将发行的新省币之信誉。准备工作完成后，发行以“圆”为单位的新省币。原以“两”“钱”“分”等为单位的天罡制新疆省票、喀票开始按2000两新疆省票或80两喀票的比值收兑，银块、银圆、铜圆、红钱等金属货币全部停用。新疆全省币制得以统一。新省币作为没有兑现性质的银行券在新疆全省流通，并与中国币制统一。虽无兑现性质，但充足的准备金使新省币发行后信誉良好，币值稳定。也因此，省票、喀票仅花费半年余便完成兑换，币制改革成功。
新疆商业银行最初于民国二十八年（1939年）和民国二十九年（1940年）发行10种面值的新省币，分别是壹分、叁分、伍分、壹角、贰角、伍角、壹圆、叁圆、伍圆、拾圆。新疆印刷厂选择用从苏联进口的印钞机印制新省币，新省币与法币比值为1比1。除准备金充足外，为稳定币值，新疆省政府先后实施限制金、银等金属离新疆境、禁止贬值的法币进入新疆流通等政策。新疆省当时严格控制新省币发行量，新省币自1939年2月发行到1942年3月，共发行新省币5404万圆。因新省币币值稳定，而法币不断贬值，1942年底到1943年发行新版伍圆、拾圆时，新省币与法币比价为1比5，一直未变。

### 中期膨胀
随着盛世才转向中国国民党，国民党于1943年设新疆省党部，国民党势力开始进入新疆。1943年11月，中华民国中央银行哈密分行设立，次年1月迪化分行设立，法币和海关金单位兑换券开始大规模进入新疆，与新省币同时流通。与此同时，盛世才开始扩编军队，军费、行政开支大增。彭吉元担任新省财政厅厅长后，开始发行面值伍拾圆、壹百圆面值较大的省币，同时再版了1939年的部分货币。为应付财政赤字，新疆省开始大量印发新省币，到1944年，共发行11.5亿圆新省币，新省币币值不再稳定。
1944年9月，盛世才离疆，中国国民党吴忠信开始主政新疆。彼时，新疆财政已处于困难之际，财政赤字超37.7亿圆法币，约7.5亿新省币。1944年底，伊犁、塔城、阿勒泰三区爆发三区革命（伊犁事变），新疆省政府军费开支大幅增加的同时税源减少。到1945年11月，新疆省财政支出68亿新省币，而实际收入仅22亿新省币。为加强控制新疆经济，摆脱不断贬值的新省币，中华民国政府第一次试图替换新省币。于1945年8月开始发行中央银行新疆省流通券，但因故流通仅3日便停发，新省币得以继续流通。1945年10月，国民党又将新省币准备金近5.4万市两黄金、40余万两白银运往内地中央银行，新省币发行开始毫无保障。1945年，新疆发行新省币达40.9亿圆。
1946年，新疆和谈完成，新疆局势趋于和平。但三区已经开始流通与其他地区互不通用的三区期票，新疆又陷入币制不统一之局面。张治中任新疆省联合政府主席时，政府第二次试图停用新省币，欲以法币代替之。然而终因财政支出急需货币支付，而从中央拨发的法币不敷，只能继续流通新省币。同时，新省币依然面临着法币、关金券大量涌入的冲击。彼时，虽然发行的新省币面值仅增至200圆，但发行数量倍增。到1946年底，累计发行新省币达130.6亿圆。新疆又开始物价高涨，币值日跌的局面。

### 后期恶化
1947年，由于与三区政府的谈判破裂，新疆省政府与之开始军事对峙。军事费用开始激增，新疆省政府不得不继续发行更多新省币以维持财政。但新省币发行数量的增加伴随着的是物价的飞涨。此时，新省币的发行开始失去控制：1947年底，新省币面值增至2000圆。到1948年底，增至壹百万圆。
1948年12月，新疆商业银行更名为新疆省银行。此后，新省币开始与金圆券锚定，币值比为50万圆新省币兑换1圆金圆券。然而每次金圆券运至新疆，伴随着新疆物价猛涨。当时甚至出现“天上飞机响，地下物价涨”的民谣。受法币和金圆券恶意通货膨胀的拖累，新省币也开始了急剧贬值，大面值新省币不断发行，以新疆省银行为名发行的新省币面值有壹百万圆、叁百万圆、陆百万圆、叁千万圆、陆千万圆、陆亿圆、叁拾亿圆、陆拾亿圆。进入1949年，新发行的新省币面值每月成倍、成十倍的增长。物价一日数增，金融市场陷入混乱。新疆的群众不再愿意使用形如废纸的新省币，而是用零碎的砖茶、香烟等实物代替货币用于交易。在新省币面临崩溃之际，新省政府于1949年5月20日开始第二次货币币制改革。为从金融上与南京政府切割，摆脱法币、金圆券的恶意贬值，新疆政府改货币为银本位，新疆省银行推出新疆省壹圆银币、新疆省银行银圆票用以替代新省币。
新省币自发行到收兑，十年间累计发行超过6.57亿亿圆。比值从1圆新省币抵1圆银圆贬值至6000亿圆新省币抵1圆银圆。

#### 60亿圆新省币
60亿圆新省币是新疆省银行于1949年5月10日发行的纸币，是中国历史上面值最大的纸币，也是新疆第二次币制改革前的最后一张纸币。虽面值巨大，但在当时实际价值折合不到一分银圆，不过一盒火柴的价值。
因面值巨大但存世量少，60亿圆新省币受到了收藏界的青睐。2004年北京华辰拍卖会和2005年中国嘉德拍卖会上，先后拍出九品的“60亿圆新省币”，成交价均为6600元人民币。

## 形制特征

### 概說
最初发行的10种面值新省币均为横式，正背面颜色一致。正面上首为汉字“新疆商业银行”，下有拉丁字母结合阿拉伯数字的冠字编码。背面上首则是维吾尔文（“Shing Jang Tijarat Bankasi”），即“新疆商业银行”之意；部分新省币背面下首或左侧边上为托忒蒙古文“Shine Kizar In Maimaichin Ooledbuchinu Munggune Ghazar”，也为“新疆商业银行”之意。货币正面有汉字标示面值。壹圆新省币上印有“凭票即付国币壹圆”字样，其他面值新省币也有与国币（即法币）比值的说明。背面有维吾尔文、蒙古文、阿拉伯数字标示面值。正面不再加盖大印，而是微型的“财厅长章”“理事长章”。背面右下角有新疆财政厅代厅长毛泽民的签名，该签名为反背直书，即反面竖写后再移为横位，故似英文。左下角为新疆商业银行总经理张宏舆的签名，张宏舆签名有汉文和英文两种。
1943年盛世才靠向中国国民党后，新发行伍圆、拾圆、伍拾圆、壹百圆面值的新版新省币。这四种面值新省币的画面采用中国画白描画法绘制，皆为横式。货币形制与1939年版基本类似，但背面签名改由新疆省财政厅厅长，盛世才的妹夫彭吉元一人之中文名和英文名。因与法币比价的改变，新发行的伍圆、拾圆不再有“凭票即付”的说明。中国国民党接管新疆后，新疆商业银行推出贰百圆到伍拾万圆9种面值。此时的新省币均仿法币式样，改用孙中山头像作为正面图案，且有横、竖两式。此时期签名先是由吴忠信主政新疆时的财政厅厅长卢郁文签写其中文、英文名，后改由贾尼木汗签写汉文和哈萨克文。
新省币改由新疆省银行的名义发行时，发行有壹百万圆到陆拾亿圆8种面值新省币。此时期新省币有横、竖两式，几乎完全仿制中华民国中央银行发行的法币，正面上首的汉字“新疆商业银行”改为“新疆省银行”，背面上首之维吾尔文也对应的改为（“Shing Jang Olkolok Bankasi”），即“新疆省银行”。正面为孙中山头像，背面为迪化新疆省银行总行大楼，大楼匾额也做了修改。并印有与“折合金圆券X圆”等关于与金圆券比值的字样。此时期签名为新疆省财政厅厅长贾尼木汗的汉文和哈萨克文签名。

### 信息表
| 时间（民国纪年/公元纪年） | 票样 | 面额     | 尺寸 （mm） | 主色调            | 票面内容简述                                                         | 票面内容简述                                | 票面内容简述         | 备注                                                                    |
| 时间（民国纪年/公元纪年） | 票样 | 面额     | 尺寸 （mm） | 主色调            | 正面                                                                 | 背面                                        | 背面签名             | 备注                                                                    |
| ------------------------- | ---- | -------- | ----------- | ----------------- | -------------------------------------------------------------------- | ------------------------------------------- | -------------------- | ----------------------------------------------------------------------- |
| 新疆商业银行时期          |      |          |             |                   |                                                                      |                                             |                      |                                                                         |
| 民国二十八年/1939年       |      | 1分      | 100×56      | 黄绿色            | 无图景                                                               | 无图景                                      | 毛泽民、张宏舆之签名 |                                                                         |
| 民国二十八年/1939年       |      | 1分      | 100×56      | 黄绿色            | 无图景                                                               | 无图景                                      | 毛泽民、张宏舆之签名 |                                                                         |
| 民国二十八年/1939年       |      | 3分      | 98×61       | 青紫色            | 无图景                                                               | 无图景                                      | 毛泽民、张宏舆之签名 |                                                                         |
| 民国二十八年/1939年       |      | 3分      | 98×61       | 青紫色            | 无图景                                                               | 无图景                                      | 毛泽民、张宏舆之签名 |                                                                         |
| 民国二十八年/1939年       |      | 5分      | 103×64      | 橙黄色            | 无图景                                                               | 无图景                                      | 毛泽民、张宏舆之签名 |                                                                         |
| 民国二十八年/1939年       |      | 5分      | 103×64      | 橙黄色            | 无图景                                                               | 无图景                                      | 毛泽民、张宏舆之签名 |                                                                         |
| 民国二十八年/1939年       |      | 1角      | 110×65      | 翠绿色            | 右侧图景为一辆汽车行驶在田野的公路上                                 | 阿拉伯数字为“10”                            | 毛泽民、张宏舆之签名 |                                                                         |
| 民国二十八年/1939年       |      | 1角      | 110×65      | 翠绿色            | 右侧图景为一辆汽车行驶在田野的公路上                                 | 阿拉伯数字为“10”                            | 毛泽民、张宏舆之签名 |                                                                         |
| 民国二十八年/1939年       |      | 2角      | 127×71      | 青莲色            | 右侧图景为街道商店，背景有清真寺                                     | 阿拉伯数字为“20”                            | 毛泽民、张宏舆之签名 |                                                                         |
| 民国二十八年/1939年       |      | 2角      | 127×71      | 青莲色            | 右侧图景为街道商店，背景有清真寺                                     | 阿拉伯数字为“20”                            | 毛泽民、张宏舆之签名 |                                                                         |
| 民国二十八年/1939年       |      | 5角      | 127×74      | 绛红色 绛红色     | 左侧图景为吐鲁番苏公塔，图中宣礼塔在右侧，与现实苏公塔宣礼塔位置相反 | 阿拉伯数字为“50”                            | 毛泽民、张宏舆之签名 |                                                                         |
| 民国二十八年/1939年       |      | 5角      | 127×74      | 绛红色 绛红色     | 左侧图景为吐鲁番苏公塔，图中宣礼塔在右侧，与现实苏公塔宣礼塔位置相反 | 阿拉伯数字为“50”                            | 毛泽民、张宏舆之签名 |                                                                         |
| 民国二十八年/1939年       |      | 1圆      | 153×78      | 桔红色 桔红色     | 正中图景为新疆财政大楼                                               | 正中图景为双马犁地图                        | 毛泽民、张宏舆之签名 |                                                                         |
| 民国二十八年/1939年       |      | 1圆      | 153×78      | 桔红色 桔红色     | 正中图景为新疆财政大楼                                               | 正中图景为双马犁地图                        | 毛泽民、张宏舆之签名 |                                                                         |
| 民国二十八年/1939年       |      | 3圆      | 142×89      | 墨绿色 墨绿色     | 正中图景为工厂厂房，背景为电线                                       | 无图景                                      | 毛泽民、张宏舆之签名 |                                                                         |
| 民国二十八年/1939年       |      | 5圆      | 148×90      | 咖啡色 咖啡色     | 正中图景为田野牧羊图。                                               | 无图景 背面两侧有托忒文ᡐᠠᡋᡇᠨ ᡐᡈᡎᡉᠷᡉᡎ（5圆） | 毛泽民、张宏舆之签名 |                                                                         |
| 民国二十八年/1939年       |      | 5圆      | 148×90      | 咖啡色 咖啡色     | 正中图景为田野牧羊图。                                               | 无图景 背面两侧有托忒文ᡐᠠᡋᡇᠨ ᡐᡈᡎᡉᠷᡉᡎ（5圆） | 毛泽民、张宏舆之签名 |                                                                         |
| 民国二十九年/1940年       |      | 10圆     | 165×85      | 紫色 紫色         | 正中图景为工厂建筑物                                                 | 正中图景为南山森林图                        | 毛泽民、张宏舆之签名 |                                                                         |
| 民国二十九年/1940年       |      | 10圆     | 165×85      | 紫色 紫色         | 正中图景为工厂建筑物                                                 | 正中图景为南山森林图                        | 毛泽民、张宏舆之签名 |                                                                         |
| 民国三十二年/1943年       |      | 5圆      | 158×71      | 绿色 绿色         | 正中图景为近有锄地的3个农民，远处有携子送饭的妇人                    | 无图景                                      | 彭吉元之签名         |                                                                         |
| 民国三十二年/1943年       |      | 5圆      | 158×71      | 绿色 绿色         | 正中图景为近有锄地的3个农民，远处有携子送饭的妇人                    | 无图景                                      | 彭吉元之签名         |                                                                         |
| 民国三十二年/1943年       |      | 10圆     | 159×72      | 青莲色 青莲色     | 正中图景为城市楼房和汽车                                             | 正中图景为山水楼台                          | 彭吉元之签名         |                                                                         |
| 民国三十二年/1943年       |      | 10圆     | 159×72      | 青莲色 青莲色     | 正中图景为城市楼房和汽车                                             | 正中图景为山水楼台                          | 彭吉元之签名         |                                                                         |
| 民国三十二年/1943年       |      | 50圆     | 157×66      | 棕色 棕色         | 右侧图景为二农耕做图，左侧图景为垂钓和叉鱼的渔人                     | 正中图景为牧区放牧图                        | 彭吉元之签名         | 1939年制版，于1943年发行                                                |
| 民国三十二年/1943年       |      | 50圆     | 157×66      | 棕色 棕色         | 右侧图景为二农耕做图，左侧图景为垂钓和叉鱼的渔人                     | 正中图景为牧区放牧图                        | 彭吉元之签名         | 1939年制版，于1943年发行                                                |
| 民国三十二年/1943年       |      | 100圆    | 160×76      | 红色 紫色         | 右侧图景为男耕图，右侧图景为女织图                                   | 正中图景为水上亭榭图                        | 彭吉元之签名         | 1939年制版，于1943年发行 1946年重印，制版改为民国三十五年               |
| 民国三十二年/1943年       |      | 100圆    | 160×76      | 红色 紫色         | 右侧图景为男耕图，右侧图景为女织图                                   | 正中图景为水上亭榭图                        | 彭吉元之签名         | 1939年制版，于1943年发行 1946年重印，制版改为民国三十五年               |
| 民国三十五年/1946年       |      | 200圆    | 161×67      | 紫色 绛紫色       | 左侧为孙中山头像                                                     | 正中图景为小桥树木图                        | 卢郁文之签名         | 1945年制版，1946年发行 1947年重印时，改贾尼木汗签名                     |
| 民国三十五年/1946年       |      | 200圆    | 161×67      | 紫色 绛紫色       | 左侧为孙中山头像                                                     | 正中图景为小桥树木图                        | 卢郁文之签名         | 1945年制版，1946年发行 1947年重印时，改贾尼木汗签名                     |
| 民国三十六年/1947年       |      | 500圆    | 162×71      | 淡棕色 翠绿色     | 左侧为孙中山头像                                                     | 正中图景为迪化新疆商业银行总行大楼          | 贾尼木汗之签名       | 1946年制版，1947年发行                                                  |
| 民国三十六年/1947年       |      | 500圆    | 162×71      | 淡棕色 翠绿色     | 左侧为孙中山头像                                                     | 正中图景为迪化新疆商业银行总行大楼          | 贾尼木汗之签名       | 1946年制版，1947年发行                                                  |
| 民国三十六年/1947年       |      | 2000圆   | 153×63      | 淡红色 红色       | 左侧为孙中山头像                                                     | 正中图景为机械收割小麦图                    | 贾尼木汗之签名       | 自此背面取消蒙古文                                                      |
| 民国三十六年/1947年       |      | 2000圆   | 153×63      | 淡红色 红色       | 左侧为孙中山头像                                                     | 正中图景为机械收割小麦图                    | 贾尼木汗之签名       | 自此背面取消蒙古文                                                      |
| 民国三十六年/1947年       |      | 5000圆   | 156×63      | 蓝色、淡红色 蓝色 | 左侧为孙中山头像                                                     | 正中图景为工厂厂房                          | 贾尼木汗之签名       |                                                                         |
| 民国三十六年/1947年       |      | 5000圆   | 156×63      | 蓝色、淡红色 蓝色 | 左侧为孙中山头像                                                     | 正中图景为工厂厂房                          | 贾尼木汗之签名       |                                                                         |
| 民国三十七年/1948年       |      | 1万圆    | 72×148      | 褐色 褐色         | 上端为孙中山头像                                                     | 上端图景为迪化新疆商业银行总行大楼          | 贾尼木汗之签名       | 改竖式                                                                  |
| 民国三十七年/1948年       |      | 2万圆    | 95×153      | 蓝色 蓝色         | 上端为孙中山头像                                                     | 上端图景为迪化新疆商业银行总行大楼          | 贾尼木汗之签名       |                                                                         |
| 民国三十七年/1948年       |      | 2万圆    | 95×153      | 蓝色 蓝色         | 上端为孙中山头像                                                     | 上端图景为迪化新疆商业银行总行大楼          | 贾尼木汗之签名       |                                                                         |
| 民国三十七年/1948年       |      | 10万圆   | 156×63      | 红色 红色         | 左侧为孙中山头像                                                     | 右侧图景为在山中行驶的火车，空中则为飞机    | 贾尼木汗之签名       | 改横式                                                                  |
| 民国三十七年/1948年       |      | 10万圆   | 156×63      | 红色 红色         | 左侧为孙中山头像                                                     | 右侧图景为在山中行驶的火车，空中则为飞机    | 贾尼木汗之签名       | 改横式                                                                  |
| 民国三十七年/1948年       |      | 20万圆   | 155×69      | 紫色 紫色         | 左侧为孙中山头像                                                     | 右侧图景为机械收割小麦图                    | 贾尼木汗之签名       |                                                                         |
| 民国三十七年/1948年       |      | 20万圆   | 155×69      | 紫色 紫色         | 左侧为孙中山头像                                                     | 右侧图景为机械收割小麦图                    | 贾尼木汗之签名       |                                                                         |
| 民国三十七年/1948年       |      | 50万圆   | 72×166      | 绿色 绿色         | 上端为孙中山头像                                                     | 上端图景为迪化新疆商业银行总行大楼          | 贾尼木汗之签名       | 改竖式                                                                  |
| 民国三十七年/1948年       |      | 50万圆   | 72×166      | 绿色 绿色         | 上端为孙中山头像                                                     | 上端图景为迪化新疆商业银行总行大楼          | 贾尼木汗之签名       | 改竖式                                                                  |
| 新疆省银行时期            |      |          |             |                   |                                                                      |                                             |                      |                                                                         |
| 民国三十七年/1948年       |      | 100万圆  | 73×168      | 红色 绛紫色       | 上端为孙中山头像                                                     | 上端图景为迪化新疆省银行总行大楼            | 贾尼木汗之签名       |                                                                         |
| 民国三十七年/1948年       |      | 100万圆  | 73×168      | 红色 绛紫色       | 上端为孙中山头像                                                     | 上端图景为迪化新疆省银行总行大楼            | 贾尼木汗之签名       |                                                                         |
| 民国三十七年/1948年       |      | 300万圆  | 148×62      | 群青色 紫红色     | 左侧为孙中山头像                                                     | 正中图景为迪化新疆省银行总行大楼            | 贾尼木汗之签名       | 改横式，自此开始与金圆券锚定                                            |
| 民国三十七年/1948年       |      | 300万圆  | 148×62      | 群青色 紫红色     | 左侧为孙中山头像                                                     | 正中图景为迪化新疆省银行总行大楼            | 贾尼木汗之签名       | 改横式，自此开始与金圆券锚定                                            |
| 民国三十七年/1948年       |      | 600万圆  | 158×70      | 蓝色、灰色 灰褐色 | 左侧为孙中山头像                                                     | 正中图景为迪化新疆省银行总行大楼            | 贾尼木汗之签名       |                                                                         |
| 民国三十七年/1948年       |      | 600万圆  | 158×70      | 蓝色、灰色 灰褐色 | 左侧为孙中山头像                                                     | 正中图景为迪化新疆省银行总行大楼            | 贾尼木汗之签名       |                                                                         |
| 民国三十八年/1949年       |      | 3000万圆 | 145×62      | 褐色 褐色         | 右侧为孙中山头像                                                     | 正中图景为迪化新疆省银行总行大楼            | 贾尼木汗之签名       |                                                                         |
| 民国三十八年/1949年       |      | 3000万圆 | 145×62      | 褐色 褐色         | 右侧为孙中山头像                                                     | 正中图景为迪化新疆省银行总行大楼            | 贾尼木汗之签名       |                                                                         |
| 民国三十八年/1949年       |      | 6000万圆 | 144×62      | 青莲色 红色       | 右侧为孙中山头像                                                     | 左侧图景为迪化新疆省银行总行大楼            | 贾尼木汗之签名       | 正面无制版年份                                                          |
| 民国三十八年/1949年       |      | 6000万圆 | 144×62      | 青莲色 红色       | 右侧为孙中山头像                                                     | 左侧图景为迪化新疆省银行总行大楼            | 贾尼木汗之签名       | 正面无制版年份                                                          |
| 民国三十八年/1949年       |      | 6亿圆    | 146×61      | 红色 蓝色         | 正中为孙中山头像                                                     | 右侧图景为迪化新疆省银行总行大楼            | 贾尼木汗之签名       |                                                                         |
| 民国三十八年/1949年       |      | 6亿圆    | 146×61      | 红色 蓝色         | 正中为孙中山头像                                                     | 右侧图景为迪化新疆省银行总行大楼            | 贾尼木汗之签名       |                                                                         |
| 民国三十八年/1949年       |      | 30亿圆   | 144×60      | 褐色 褐色         | 正中为孙中山头像                                                     | 右侧图景为迪化新疆省银行总行大楼            | 贾尼木汗之签名       | 正面无制版年份                                                          |
| 民国三十八年/1949年       |      | 60亿圆   | 140×61      | 青莲色 青莲色     | 左侧为孙中山头像                                                     | 右侧图景为迪化新疆省银行总行大楼            | 贾尼木汗之签名       | 正面无制版年份 发行10日后，新疆开始实施币制改革，新省币停印并开始收兑。 |